# Аеротерапія
Аеротерапі́я (грец. αερις — повітря та грец. θεραπια — лікування) — застосування з профілактичною та лікувальною метою чистого повітря.
Аеротерапія поліпшує нервову регуляцію і збагачує організм киснем; застосовується у вигляді повітряних ванн (теплих, прохолодних чи холодних), які, залежно від потреби, можуть тривати від 5 хв. до 3 год.  Друга форма аеротерапії — тривале перебування одягненої людини на вільному повітрі (включаючи нічний сон).
Звичайно аеротерапію поєднують з ходінням та рухливими іграми. Застосування аеротерапії дає добрі наслідки при лікуванні туберкульозу, гіпертонічної хвороби, неврозів та ін.